# Ibrahimia ibrahimi
Ibrahimia ibrahimi ist eine Art der Spulwürmer und einziger Vertreter der Gattung Ibrahimia. Sie ist ein Parasit im Dickdarm von Landschildkröten. Die Art wurde in der Erstbeschreibung den Atractidae zugeordnet, später jedoch in die Cosmocercinae überführt.

## Merkmale
Gattung: Die Mundöffnung wird von drei deutlichen Lippen umgeben, deren medianer freier Rand gebogen verläuft. Der Ösophagus besteht aus zwei Abschnitten, das Hinterende ist kolbig aufgetrieben (Bulbus) und mit Klappen versehen. Männchen haben einen fein zulaufenden Schwanz mit fünf Papillenpaaren vor und fünf hinter dem Anus. Die Spicula sind gleich lang und ähnlich, ein Gubernaculum ist vorhanden. Weibchen haben einen langen konischen Schwanz. Die Vulva liegt nahe des Anus. Sie sind vivipar.
Männchen von Ibrahimia ibrahimi sind im Mittel 3,2 mm lang, Weibchen 3,9 mm. Der Körper ist mit etwa 0,13 mm in der Mitte am dicksten. Das Hinterende der Männchen ist bauchwärts abgekrümmt. Eine Mundhöhle fehlt. Das Vorderende des Ösophagus ist etwa 0,6 mm lang und wird vom Nervenring umgeben, welcher 0,33 mm hinter dem Vorderende liegt. Der birnenförmige Bulbus ist 130 µm lang und maximal 100 µm dick. Die Ausscheidungspore liegt im Bereich des muskulösen Ösophagusabschnitts und überragt die Körperoberfläche. Weibchen haben einen unpaaren Genitalapparat. Die Spicula der Männchen sind 0,3 mm lang.